# Musaranya de muntanya cuallarga
La musaranya de muntanya cuallarga (Episoriculus leucops) és una espècie de mamífer de la família de les musaranyes (Soricidae). És endèmica del Nepal.